# O Guds lamm
O Guds lamm är en bön eller hymn i såväl katolsk som luthersk gudstjänst. Den liturgiska texten introducerades av påve Sergius I (död 701) och uppges ibland vara skriven av honom. Hymnen har sitt ursprung i Johannesevangeliet där Johannes döparen säger om Jesus: ”Där är Guds lamm som tar bort världens synd” (Joh 1:29).
Bönen upprepas flera gånger. Med tiden fixerades antalet upprepningar till tre, varav den sista raden skiljer sig genom att avslutas "giv oss din frid"; detta beror på närheten till mässans fridshälning. 

## Latin
På latin lyder texten 
Agnus Dei, qui tollis peccata mundi, miserere nobis.
Agnus Dei, qui tollis peccata mundi, miserere nobis.
Agnus Dei, qui tollis peccata mundi, dona nobis pacem.

## O Guds Lamm, som borttager världens synder
Den svenska versionen lyder
O, Guds Lamm, som borttager världens synder, förbarma Dig över oss.
O, Guds Lamm, som borttager världens synder, förbarma Dig över oss.
O, Guds Lamm, som borttager världens synder, giv oss Din frid.

Evangelisk-lutherska kyrkan i Finland använder en lite annorlunda variant genom att i stället för textraden "som borttager världens synd" sjunga "som bär all världens synd".
I samband med reformationen översattes texten till tyska, O Lamb Gottes, av kyrkoherden Nicolaus Decius. Därifrån översattes texten till svenska, oklart av vem. I Svenska kyrkans högmässoritual anno 1937 var den inslag nr 22. I 1986 års psalmbok är den liturgisk sång nr 699. O Guds Lamm, som borttager världens synder sjungs till en melodi som grundar sig på motiv i litanian.
Lars Högmarck (1710-1741) uppgav i sin avhandling från 1736 om 1694 års och 1695 års psalmbok, Psalmopoeographia, att denna psalm är en "Mycket gammal i Swensk." 
Texten finns översatt till många språk och finns representerad i flera svenskspråkiga psalmböcker sen Swenske Songer eller wisor 1536, Göteborgspsalmboken 1650 och 1695 års psalmbok med flera, som psalmen Guds rena Lamm, oskyldig. 

### Även publicerad i
- I Göteborgspsalmboken 1650 ingår en psalm på s. 156 med inledningen O Rene Gudz Lamb oskyldigt, men utan Agnus Deis liturgiska betoning. På s. 262 ingår den svenska Agnus Dei-versionen i "HERre förbarma tigh öfwer oss" under rubriken "Litania".
- 1695 års psalmbok nr 150 med inledningen O rene Guds Lamb under rubriken "Trettondedags Psalmar"
- Svenska Missionsförbundets sångbok 1920 som nr 502 under rubriken "Herrens nattvard".

## Musikverk
Eftersom Agnus dei ingår i såväl den vanliga mässan som i requiem finns otaliga tonsättningar skrivna för kör a cappella eller med orkester. Kända Agnus Dei finns exempelvis i Gabriel Faurés Requiem, och i J.S Bach väldiga mässa i h-moll som alt-aria. Sven-David Sandström och Fredrik Sixten är två svenska tonsättare som gjort uppmärksammade verk på samma text.